# Antonio Piazza
Antonio Piazza (Milán, 24 de febrero de 1970) es un director de cine italiano.

## Biografía
Su primer largometraje, "Salvo", fue coescrito y codirigido con Fabio Grassadonia y presentado en el Festival de Cannes en 2013, ganando los dos premios de la Semaine de la Critique: Grand Prix y Prix Révélation. La película se distribuyó en una veintena de países de todo el mundo, incluido Estados Unidos, y se proyectó en numerosos y prestigiosos festivales de cine. En Italia ganó el Nastro d'Argento a la Mejor Fotografía, el Globo d'Oro a la Mejor Actriz y cuatro nominaciones al David di Donatello y al Nastri d'Argento.
En 2010 coescribió y dirigió con Fabio Grassadonia el cortometraje "Rita", que supuso su debut como directores y que representa uno de los cortometrajes italianos de mayor éxito de los últimos años. La película se presentó en más de cien festivales internacionales y obtuvo más de cuarenta premios. En 2004 Fabio Grassadonia y Antonio Piazza escribieron una comedia musical para Fandango "Ogni volta che te ne vai", ambientada en los salones de baile de Romaña.
En los años 90 trabajó como reportero en Sicilia. Tras cursar un máster en narrativa, empezó a trabajar como guionista y asesor de guiones para algunas productoras italianas como Fandango y Filmauro. Sigue colaborando como asesor de guiones para laboratorios europeos como Locarno Open Doors, Torino FilmLab, Semaine de la Critique Next Step, Nisi Masa ESP. Enseña cine y escritura de guiones en el departamento de Estudios Cinematográficos de Malta.

## Filmografía

### Cortometrajes
- Rita (2009)

### Largometrajes
- Salvo (2013)
- Luna: Una fábula siciliana (2017)